# Hudson Commodore

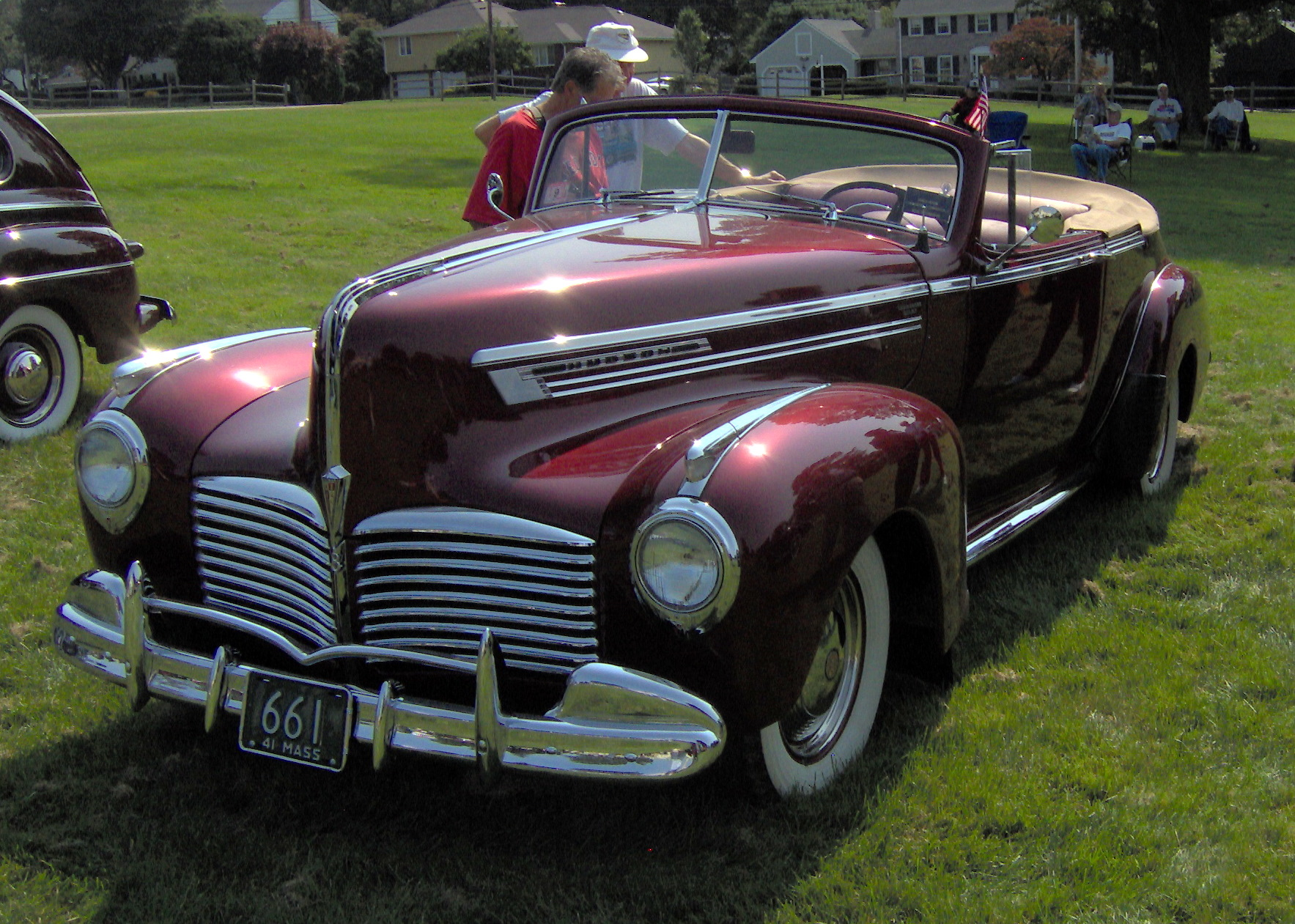
Hudson Commodore Cabriolet (1941)

Der Hudson Commodore war ein PKW-Modell der Oberklasse, der von der Hudson Motor Car Co. in Detroit, Michigan, in den Modelljahren 1941 bis 1952 in drei Serien hergestellt wurde. In dieser Zeit war der Commodore das größte und luxuriöseste Modell der Hudson-Palette. Nachfolger war der Hudson Hornet.

## Modellreihen

### 1941–1942
Der Commodore und der Commodore Custom waren 1941 die ersten Modelle dieser Reihe. Der Commodore hatte einen Radstand von 3073 mm, während für den Commodore Custom wahlweise Fahrgestelle mit Radständen von 3073 mm (für die Coupés) oder 3251 mm (für die Limousinen) zur Verfügung standen. Die Fahrzeuge wurden entweder von einem Reihensechszylindermotor mit 3,3 Litern Hubraum angetrieben, der 102 SAE-PS (75 kW) leistete, oder von einem Reihenachtzylindermotor mit 4,17 Litern Hubraum und 128 SAE-PS (94 kW).
Der Commodore war in diesem Jahr die umfangreichste Modellreihe, die aus Limousinen, Coupés und Cabriolets bestand. Hudson bot weiterhin eine vorne angeschlagene Motorhaube an, die nach vorne öffnete und deren Front über den Kühlergrill nach unten glitt.
1942 erhielten die Wagen ein Facelift gegenüber den 1941er Modellen. Darin enthalten waren verborgene Trittbretter, ein leicht vergrößerter Kühlergrill und weitere äußere Ausstattungsdetails. Die Firma bot ihr Konzept, das Wirtschaftlichkeit über Luxus stellte, im verkürzten Modelljahr 1942 an, das bereits im Januar endete, als die PKW-Produktion zugunsten der Kriegsproduktion eingestellt wurde.

### 1946–1947

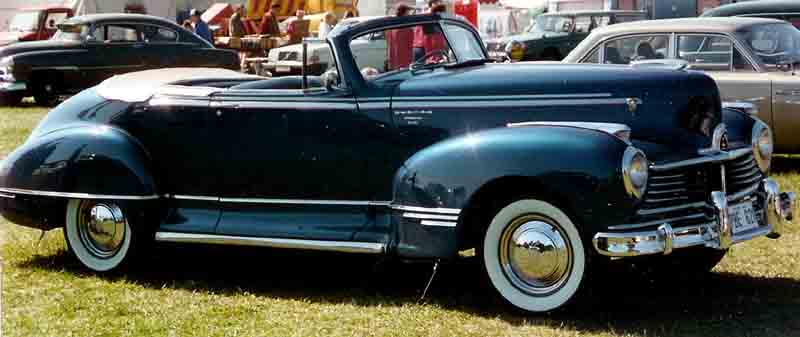
Hudson Commodore Eight Brougham Cabriolet (1947)

Hudson begann nach dem Zweiten Weltkrieg die Automobilproduktion wieder am 30. August 1945. Die Karosserieformen waren: Limousine, Club Coupé und Cabriolet. Die Fahrzeuge basierten auf den 1942er-Modellen mit kleinen Änderungen. Nur der Kühlergrill war eine Ausnahme; die neue Version zeigte einen konkaven Mittelteil.
Hudson-Automobile waren besser ausgestattet als die Fahrzeuge anderer vergleichbarer Marken. Alle Hudson-Modelle hatten Armauflagen an den Türinnenseiten, Doppelfanfaren, Aschenbecher, Scheibenwischer, Bremsleuchten, abschließbare Handschuhfächer, „Sealed Beam“ – Scheinwerfer und dicken Teppichboden. Die Modelle Commodore und Commodore Custom hatten zusätzlich Schaumstoffsitzpolster (Hudson war die erste Marke die diese einführte), Einstiegsleuchten, Mittelarmlehne hinten (nur Limousinen) und vergoldete Schriftzüge auf dem Armaturenbrett.

### 1948–1952

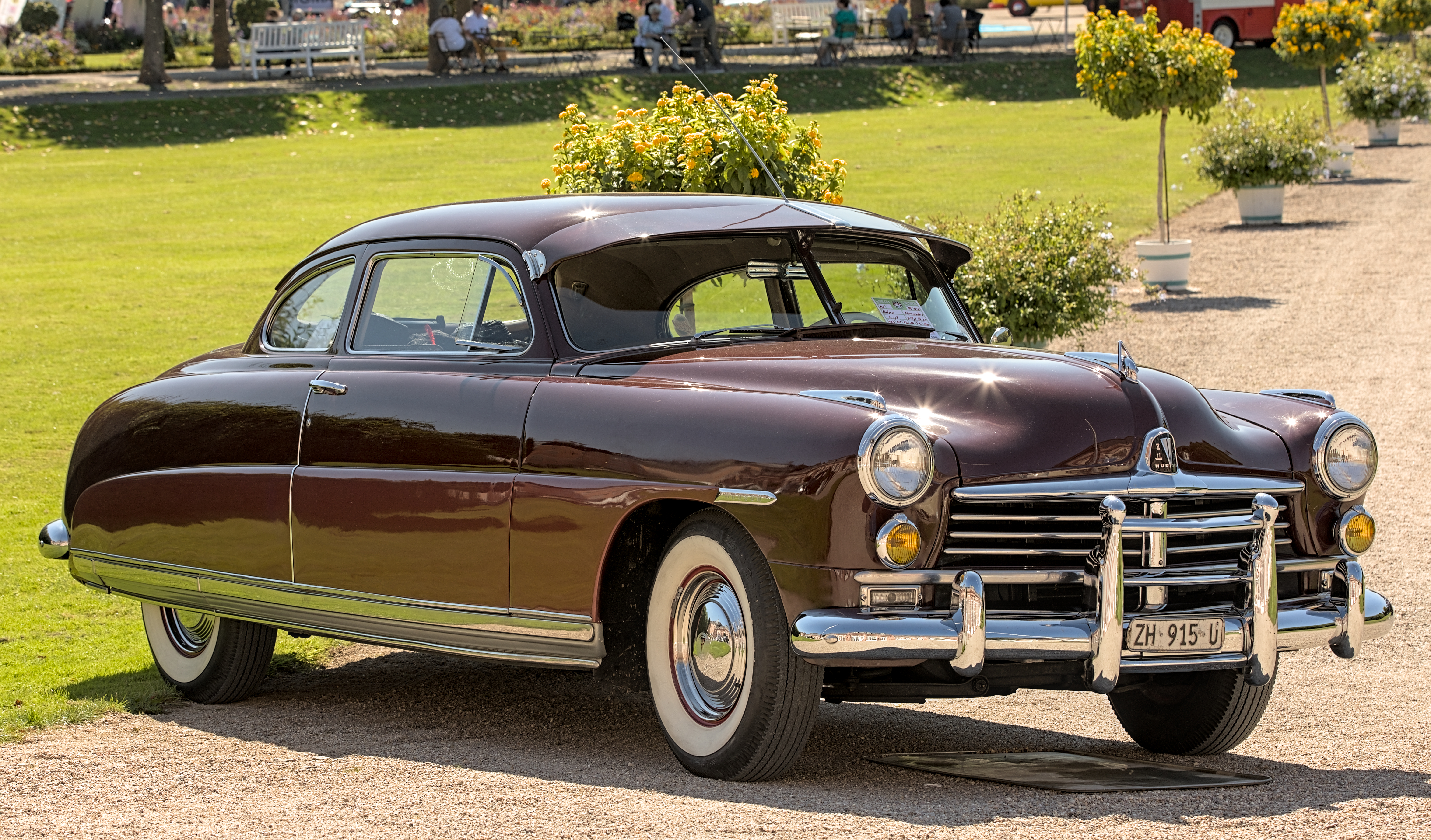
Hudson Commodore (1949)

Beim 1948er-Modell führte Hudson die „Step down“-Karosserie ein, eine der ersten selbsttragenden Karosserien mit einem Radstand von 3150 mm. Autos hatten bis dahin die Karosserie auf einem separaten Rahmen verschraubt. Aufgrund der großen Bauhöhe dieser Konstruktion stiegen die Passagiere zum Einsteigen eher hinauf als hinunter. Daher auch die Notwendigkeit von Trittbrettern. Hudsons „Step down“-Karosserie hatten die Fußräume in den Rahmen eingebaut, so dass dieser Rahmen um die Fußräume herumlief. Daher stiegen Hudson-Passagiere in das Auto hinunter.
Neben dem zusätzlichen Sicherheitsaspekt eines um den Fußraum gelegten Rahmens ermöglichte die „Step down“-Karosserie Hudson auch Gewichtseinsparungen durch die verschweißte Konstruktion, was die Wagen zu leistungsfähigen Automobilen machte.
Der 1948er-Commodore war ein Einheitsmodell, das es als SIX mit 6-Zylinder-Reihenmotor mit 4286 cm3 Hubraum und 123 SAE-PS gab, welches mindestens 2257 USD kostete oder als EIGHT mit einem 8-Zylinder-Reihenmotor mit 4175 cm3 und 128 SAE-PS für mindestens 2993 USD. Als Aufbauten waren eine 2- und eine 4-türige Limousine und ein Cabriolet verfügbar. Die Innenausstattung der Limousinen bestand aus Stoff, die der Cabriolets aus Leder. Wieder bot Hudson viele Ausstattungsdetails serienmäßig an, die bei anderen Herstellern nur gegen Aufpreis zu bekommen waren. Die Fertigungszahlen des Commodore Eight stiegen auf 35.315 Einheiten. Die Fahrzeuge hatten rundherum  Trommelbremsen und vorn eine Einzelradaufhängung. Der Antrieb erfolgte als Hinterradantrieb mit einer Starrachse. Als Standard wurde ein manuelles 3-Gang-Schaltgetriebe eingebaut, auf Wunsch mit Overdrive (95 USD Extra) oder gegen Mehrpreis (105 USD) eine halbautomatische 3-Gang-Schaltung namens Drive-Master, bei der zum Schalten das Gas weggenommen und der Gang gewählt wurde. Eine Kupplung gab es dann nicht. Die Supermatic genannte Halbautomatik funktionierte genauso, hatte aber einen Gang mehr und kostete 199 USD zusätzlich.
1949 wurde die Commodore-Modellpalette erweitert und schloss wiederum ein besser ausgestattetes Commodore Custom–Modell ein. 1950–1952 waren wenig Veränderungen zu verzeichnen, mit Ausnahme einiger kleinerer Änderungen an den Zierleisten. Bedingt durch die schwache finanzielle Lage des Unternehmens konnten größere Änderungen der Karosserie nicht durchgeführt werden.
In ihrem letzten Produktionsjahr wurde die Modellreihe in einen Commodore Six und einen Commodore Eight aufgespalten. Ihr Äußeres wurde nochmals mit anderen Zierleisten verändert, aber Ende des Modelljahres 1952 sahen die „Step down“-Karosserien doch schon etwas altbacken aus. Anstatt jedoch das große Hudson-Modell zu überarbeiten, entschied sich der Firmenchef A. E. Barit, lieber die Pläne für einen kompakten Hudson voranzutreiben.
Anfang 1953 bot Hudson nur die Modelle Hudson Hornet und Hudson Wasp an und führte den unglücklichen kompakten Hudson Jet ein.

## Das Showcar von 1957
Nach der Fusion von Hudson mit Nash Motors, die die American Motors Corporation entstehen ließ, wurde die Automobilproduktion der Gruppe nach Kenosha, Wisconsin, verlagert. Nach einem schwachen 1955er-Modelljahr entschied sich AMC, das Styling der Hudson-Modelle an Richard Arbib zu vergeben, der ein einzigartiges Aussehen für die neuen Modelle – „V-Line-Styling“ genannt – entwarf. Der Plan, damit neue Kunden anzulocken, scheiterte jedoch und die Produktionszahlen fielen noch unter die des unglücklichen Jahres 1955.
Im letzten Produktionsjahr gab es von Hudson nur noch eine einzige Modellreihe, den Hudson Hornet, in zwei verschiedenen Ausführungen, dem besser ausgestatteten Custom und dem einfacheren Super. Dennoch brachte AMC ein Einzelstück eines Showcars namens Hudson Commodore heraus, das mit dem Hornet baugleich war, aber goldene Zierleisten und eine spezielle Polsterung besaß. Da die Marke Hudson 1957 eingestellt wurde, gab es keine weiteren Modelle mit dem Namen Commodore.